# Haddingen
Haddingen is een plaats in de gemeente Umeå in het landschap Västerbotten en de provincie Västerbottens län in Zweden. De plaats heeft 66 inwoners (2005) en een oppervlakte van 12 hectare. De plaats ligt aan een baai van het meer Tavelsjön, deze baai is zo goed als geheel afgesloten van de rest van het meer.

## Verkeer en vervoer
Bij de plaats loopt de Länsväg 363.